# Sandefjord TIF
Le Sandefjord TIF es un club polideportivo noruego de la ciudad de Sandefjord y fundado en 1900. Es conocido principalmente por su sección de balonmano pero tiene otras secciones como atletismo, baloncesto, voleibol o esquí.

## Palmarés
Balonmano
- Campeón de la Liga Noruega (6) : 1999, 2001, 2002, 2003, 2004, 2006
- Campeón de la Copa de Noruega (10) : 1990, 1991, 1994, 1999, 2001, 2002, 2003, 2004, 2006, 2007
  - Finalista (1) en 1998